# 미래주의

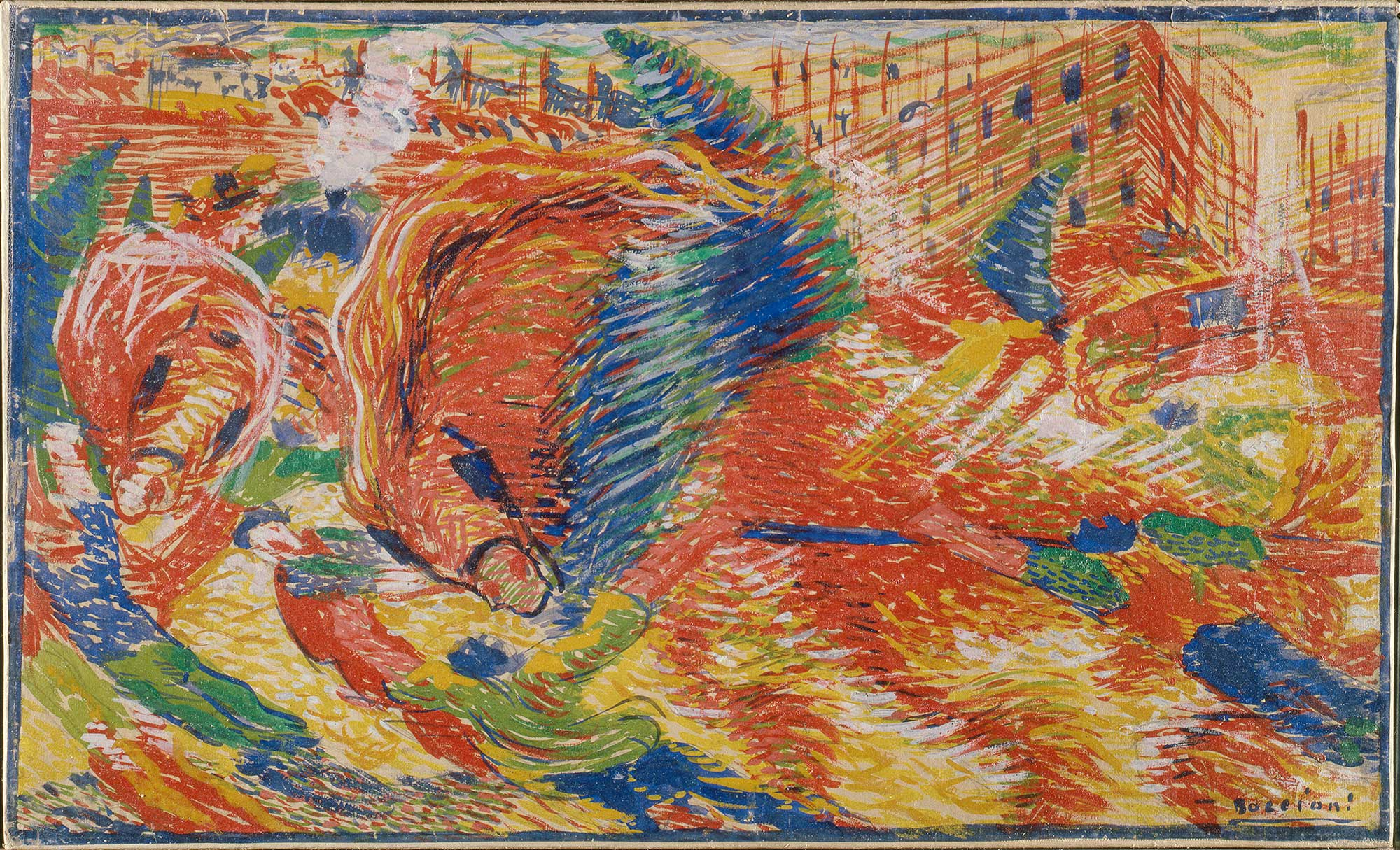
Umberto Boccioni, Kaupunki kohoaa, 1910.

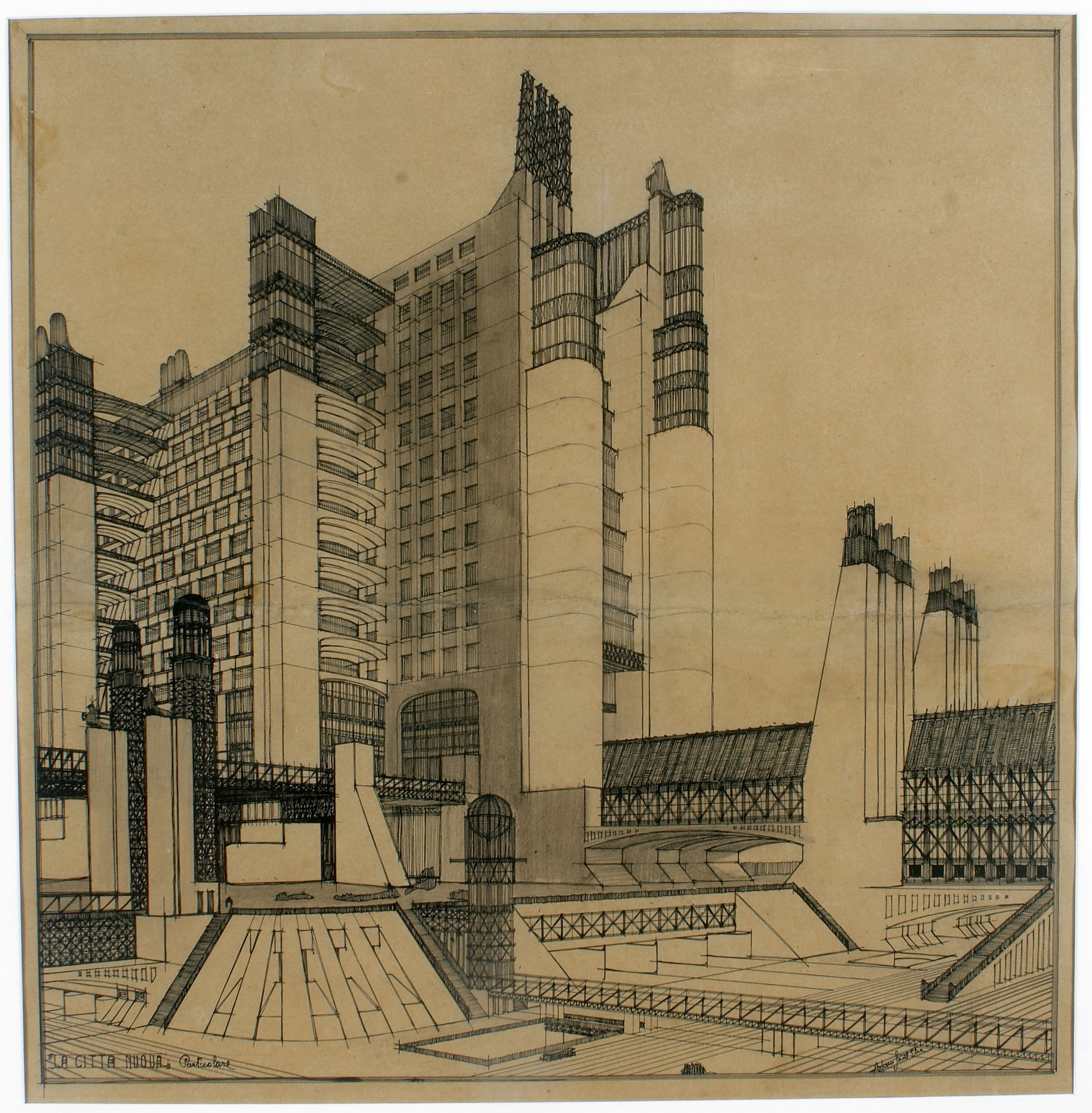
Antonio Sant Elia - Urbanistik şəkil

미래주의(未來主義, futurism)는 1909년 이탈리아의 시인 필리포 톰마소 마리네티(Filippo Tommaso Marinetti)에 의해서 제창된 예술 운동이다. 과거의 전통을 부정하고 근대 문명이 낳은 속도와 기계를 찬미하는 것을 시의 본령으로 삼았다. 단명하기는 했으나 움베르토 보초니, 보리스 파스테르나크, 블라디미르 마야콥스키 등이 미래주의 운동의 대표자이다. 미래주의 행위는 예술의 전분야에 걸쳐 행해졌다.

## 배경
19세기 동안 유럽 각국들은 각기 다른 시기에 산업화가 일어났으며 그 정도도 달랐다. 또한 산업화로 인하여 각국은 전통과 근대화 사이에 충돌이 생기게 되었다. 산업화로 인한 대량생산과 이에 따른 경제구조의 전환에 의한 예술의 질적 하락에 반대하여 예술·수공예운동이 일어났다. 하지만 이 운동은 변화하는 시대 상황을 무시하고 기계화를 반대하여 보수적이고 감상적인 경향으로 흐르게 된다. 그리하여 20세기에 들어오면서  건축이 합목적적인 근대 건축으로 전환되면서 아르 누보는 그 맥이 끊기고 세제션은 근대 건축의 모체의 역할을 담당하는 획기적인 운동으로 발전하게 된다.
제1차 세계 대전 이전의 10년 동안 독일과 이탈리아에서는 철학적, 시적, 그리고 기계화를 지향하는 견해가 엿보였다.
19세기의 자연과학의 발달은 산업기술을 발전시켰고, 그로 인한 산업화의 영향은 사회 전반에 걸쳐 나타났다. 점차적으로 버스와 전차가 이용되게  되고 그에따른 기계화로 인하여 생활구조와 더불어 도시의 패턴에도 급속한 변화가 나타나기 시작하였다. 비록 다른 나라에 비해 늦긴  했지만 이탈리아에서는 통일 이후 북부의 대규모 공업화가 시작되어 도시가 변화하고 있었다. 새로운 전차가 옛날의 운하를 대체했고 기계동력이 인간의 노동력을 대신하였다.
보수적이고 감상적인 것에 반대하는 미래주의 사상에  활력을 준 것은 바로 이와 같은 기술사회로의 명백하고 급격한 전환이었으며, 그들이 파리, 런던, 뉴욕, 브뤼헤, 베를린의 시인들 및 화가들과 공통적으로 겪은 새로운 경험을  다른 유럽의 지식인들보다 더욱 빠르게 활용할 수 있었던 것은 이와 같은 급격한 변화의 감각이 있었기 때문이다.
미래주의는 근대 디자인 이론의 발전선상에 있어서 하나의 전환점이었고 이것은 형태나 기술상의 방법들보다도 이념적이고 정신적인 태도에 관련되어 있다.
비록 이후 미래파가 파시즘과 연된되기는 했으나, 미래주의 운동에는 사회주의자나 아나키스트 등의 반파시즘 경향을 보이는 좌파가 존재 했다.

## 미래주의에 대한 미학적 고찰
미래파는 20세기 초 이탈리아에서 일어났던 독특한 전위적 예술 운동이었다. 산업혁명 이후 발달해가는 기술 문명에 고무되어 미래파 예술가들은 인류의 앞으로의 미래가 대단히 영광되고 흥분될만한 것이라고 낙관했다. 그리고 이런 미래를 향해 전진하는 새로운 세계의 미는 현대문명을 창조해가는 기계의 미라고 판단하였다. 이에 따라 그들은 기계와 관련된 속도를 찬양하며 속도가 가져오는 소음, 힘, 운동, 충돌, 모험, 그리고 젊음 등 다이나미즘(Dynamism)을 지향하는 것을 최대 목표로 삼았다. 특히 미래파 화가들은 속도와 운동 그 자체를 하나의 화폭에 그리고자 하였는데 이는 서양 미술사상 유례가 없는 획기적인 시도였다. 미래파 화가들은 시점을 고정시키지 않고 다 시점, 복수 시점에 의해 대상의 움직임을 파악, 묘사하려고 하였다. 또 사물의 잔상에 주의하면서 보고 있는 것과 기억하고 있는 것을 종합함으로써 관객을 화면의 중심으로 몰아넣고자 하였다. 마치 큐비즘이 대상의 여러 면을 동일 화면에 표현하려고 했던 것처럼, 미래파는 대상의 움직이는 각 순간을 동일 화면에 그려내고자 하였던 것이다. 기법적으로는 신인상주의와 입체파의 영향하에 있었지만 이들이 추구했던 운동과 시간의 미학은 대단히 의미심장한 것이었다. 운동을 그리고자 한 이들의 태도는 존재를 움직임으로 보는 사고의 발로였다. 이는 고대 헤라클레이토스 이래 배제되어 왔던 변화, 생성에 대한 주목일뿐더러 전통적인 공간적 사유에서 시간적 사유로의 전환을 의미하는 것이다. 미래파는 이탈리아에서만 일어났던 국지적 예술운동이었고 그나마도 불과 5년간 지속되는 등 짧은 시간에 명멸했던 미술 사조이지만 그들의 이러한 혁명성과 파장은 대단하다. 미래파가 구사한 우연성의 미학은 이후 다다이즘을 거쳐 해프닝 등 현대 예술의 새로운 한 경향이 되었음은 물론, 현대 예술을 설명하는 미학적 근거가 되고 있다. 또 이들이 제시한 존재에 대한 시간적 사유는 동일성 대신 차이성을 화두로 삼는 현대 철학의 경향에서 드러나듯 전통적인 서양 철학의 한계를 극복하는 하나의 대안이 되어가고 있다.

## 특징
- 과거와의 단절
- 새로운 재료의 사용
- 다이나믹한 형태
- 장식의 배제
- 기계의 이미지
- 폭력의 미화

## 같이 보기
- 코모 호수의 합리주의
- 구기 건축
- 하이테크 건축